# Lavičky
Lavičky (deutsch Lawitschek, älter auch Lawitz) ist eine Gemeinde in Tschechien. Sie liegt vier Kilometer nordwestlich von Velké Meziříčí und gehört zum Okres Žďár nad Sázavou.

## Geographie
Lavičky befindet sich im Krischanauer Bergland (Křižanovská vrchovina) im Süden der Böhmisch-Mährischen Höhe. Das Dorf liegt linksseitig über dem Tal des Baches Lavičský potok am Südwesthang des Čihadlo (544 m). Westlich erhebt sich der Kopec (534 m). Im Norden liegt der Teich Závistský rybník und nordöstlich die Talsperre Mostiště. Südlich des Ortes befindet sich an der Autobahn D1/E50/E65 die Abfahrt 141 Velké Meziříčí-západ.
Nachbarorte sind Závist im Norden, Olší nad Oslavou und Vídeň im Nordosten, Mostiště im Osten, Loupežník und Velké Meziříčí im Südosten, Hrbov und Svařenov im Südwesten, Stránecká Zhoř und Kochánov im Westen sowie Netín im Nordwesten.

## Geschichte
Die erste urkundliche Erwähnung des zur Herrschaft Meziříčí gehörigen Dorfes villa Lawicz erfolgte im Jahre 1376, als Jan II. d. J. von Meziříčí den Ort zusammen mit anderen Dörfern seinem Vetter Jan III. d.Ä von Meziříčí schenkte. Der mährische Landeshauptmann überschrieb die Einkünfte aus Lavičky seiner zweiten Frau Apollonia von Ctěnice.
Zu Beginn des 17. Jahrhunderts wurde der Ort durch schwedische Truppen zu großen Teilen zerstört. Im Burgrechtsbuch wurden 1612 von den 21 Anwesen 13 als niedergebrannt und wüst aufgeführt. 1623 und 1648 fielen erneut die Schweden ein. 1790 lebten in den 37 Häusern 234 Menschen. Die erste Schule wurde 1790 eingerichtet.
Nach der Aufhebung der Patrimonialherrschaften entstand 1850 die politische Gemeinde Lavičky in der Bezirkshauptmannschaft Velké Meziříčí. Zu Beginn des Jahres 1961 wurde Lavičky dem Okres Žďár nad Sázavou zugeordnet und zugleich Závist, das zuvor zu Kochánov gehört hatte, eingemeindet. 1962 errichtete die tschechoslowakische Armee eine Kaserne und Radarüberwachungsstation in Lavičky. Zwischen 1980 und 1991 war Lavičky ein Ortsteil von Velké Meziříčí. 1993 räumte die Armee die Kaserne. Seit 1992 besteht die Gemeinde wieder.

## Gemeindegliederung
Die Gemeinde Lavičky besteht aus den Ortsteilen Lavičky (Lawitschek) und Závist (Zawist), die zugleich auch Katastralbezirke bilden.

## Sehenswürdigkeiten
- Kirche der hl. Zdislava, die zwischen 1991 und 1994 in Eigenleistung der Einwohner auf dem Dorfplatz erbaute Kirche ist die erste dieser Heiligen geweihte Kirche. Das Kircheninnere wurde aus Holz konstruiert, auf dem Turm ein Storchennest aufgesetzt.
- Brunnen der hl. Zdislava, vor der Kirche
- Glockenturm und Kapelle der hl. Anna, in der Nähe der Kirche
- Wallfahrtskapelle Mariä Himmelfahrt in Závist